# Villa Candelaria Norte
Villa Candelaria Norte é uma comuna da província de Córdoba, na Argentina.